# Кенгарагс
Ке́нгарагс (латыш. Ķengarags, нем. Kengeragge) — жилой район в юго-восточной части Риги (Латгальское предместье), между Даугавой и железнодорожной линией Рига — Крустпилс.
В настоящее время в Кенгарагсе проживает 44 084 человека (2023), из них 19 531 (44,3 %) — русские, 16 023 (36,35 %) — латыши и 8 530 (19,35 %) — другие.

## Происхождение названия
О происхождении этого названия на данный момент существуют две версии. Первая из них возводит его к легендарному топониму Kangara Rags (мыс Кангара; в латышской мифологии Кангар — дух предательства, который перессорил латышские племена). В месте, где находится Кенгарагс, существовал мыс и ниже по течению реки находилось множество островов. По преданию, именно здесь некогда находился «храм вершителя судеб — Перконса (Перуна)», и название было дано после того, как епископ Альберт разрушил святилище и на эти земли обрушилось много несчастий.
Согласно второй версии, название мысу и месту было дано от некогда проживавшего тут в стародавние времена рыбака по прозвищу Kenga, что в переводе с ливского языка означает «туфля, ботинок».

## История
Кенгарагс как населённый пункт упоминается ещё в XVII веке. При осаде Риги во время похода русского царя Алексея Михайловича в 1656 году здесь располагались русские войска. В то время на территории этих мест жили семьи рыбаков; затем, начиная с XVIII века, в Кенгарагсе открываются лесопилки и другие небольшие предприятия.
В то время бо́льшей частью земель современного Кенгарагса владело имение Мазъюмправа, и вплоть до середины XX века здесь располагались сельскохозяйственные угодья — луга, хозяйства, пастбища. В 1841 году старообрядцами Кузнецовыми была открыта известная на всю Россию Рижская фарфоро-фаянсовая фабрика, которая использовала в производстве голубую глину, добываемую здесь же, в Кенгарагсе. В 1861 году открылась первая на территории Риги Риго-Динабургская железная дорога.
После провозглашения независимости Латвии немецкое название «Кенгерагге» было официально заменено латышским «Кенгарагс». В 1924 году Кенгарагс был включён в черту города Риги. Было проведено межевание территории на отдельные участки, часть из которых была отведена под жилищное строительство, а другая часть — под садоводство. Район стал своеобразным садовым пригородом, какими в то время были и другие окраинные районы. Участки главным образом располагались вдоль двух параллельных улиц — Прушу и Маскавас (в 1938—1946 гг. — улица Латгалес).

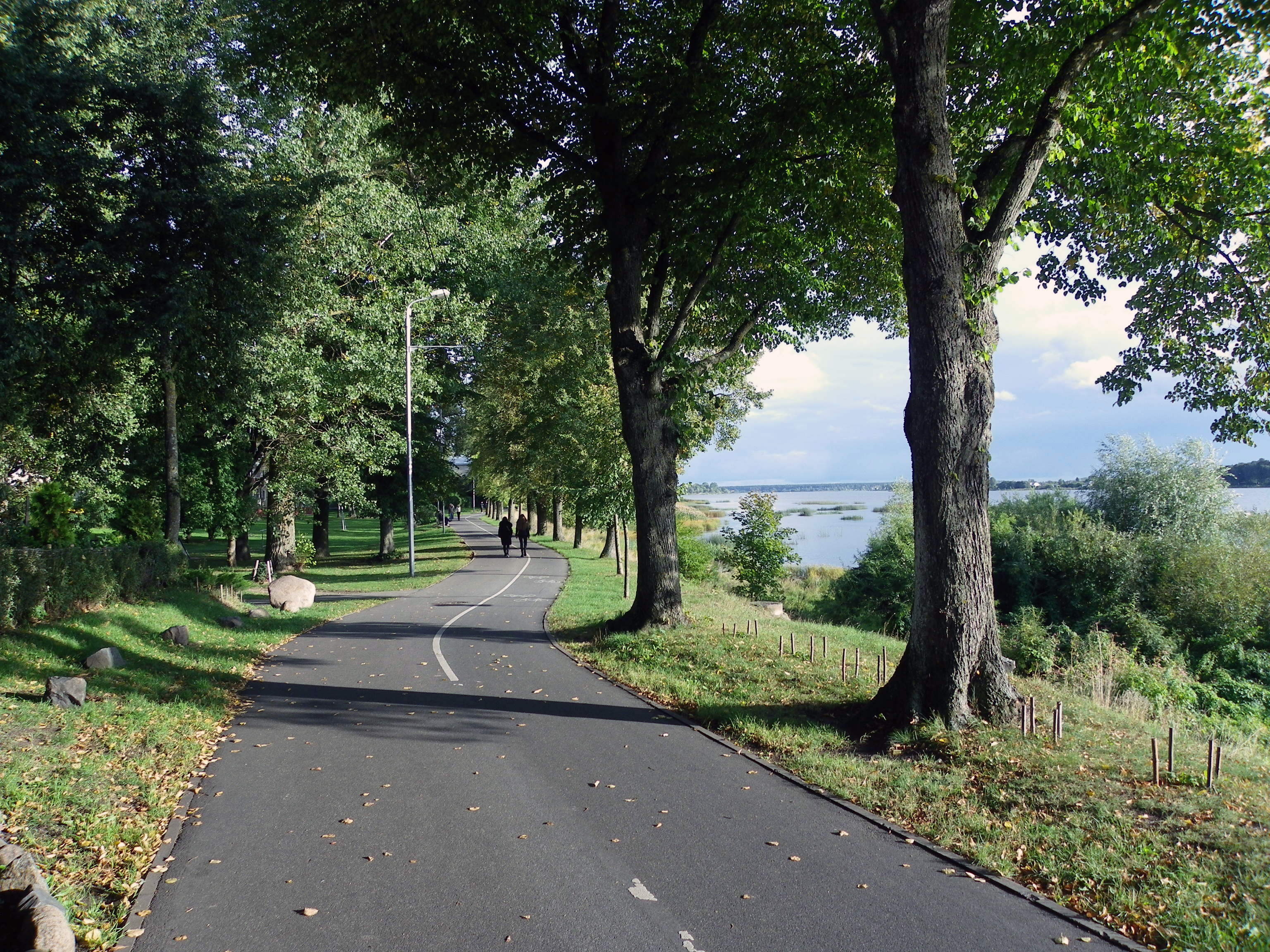
Кенгарагский променад

После аннексии Латвии Советским Союзом в 1940 году стал расширяться рижский железнодорожный узел и в частности, станция Шкиротава (Сортировочная). Первым предприятием, построенным в Кенгарагсе в послевоенное время, была Рижская фабрика музыкальных инструментов (RMIF, 1945). В конце 1940-х годов между улицей Прушу и железной дорогой начали строить рабочий посёлок станции Шкиротава.
В связи с миграцией населения появилась необходимость в быстром строительстве коммунальных жилых домов. Первый проект капитальной застройки района появился в 1958 году. В 1962 году была открыта котельная (теплоцентраль), в целом же капитальная застройка происходила в промежутке в 1958 по 1972 годы.
В наши дни на территории бывшей музыкальной фабрики построен жилой комплекс, а между Кенгарагсом и массивом Краста — Южный мост через Даугаву.

## Внутреннее деление
Кенгарагс является частью Латгальского предместья Риги и условно разделён на несколько микрорайонов. Это разделение возникло в советское время в процессе проектирования и строительства новых жилых кварталов.
Кенгарагс-1 (1962—1965). Комплекс из 7 кварталов жилых домов на берегу Даугавы между ул. Каниера и заводом «Сарканайс квадратс». Расположены по ул. Маскавас, 252, 254, 256, 258, 260, 266, 268. Каждый из этих кварталов представляет собой ансамбль из семи 5-этажных панельных зданий серии 1-464А, имеющих внутриквартальный двор, детский сад, а с «фасадной» стороны (ул. Маскавас) — общественные постройки (магазин, службы быта и т. п.)

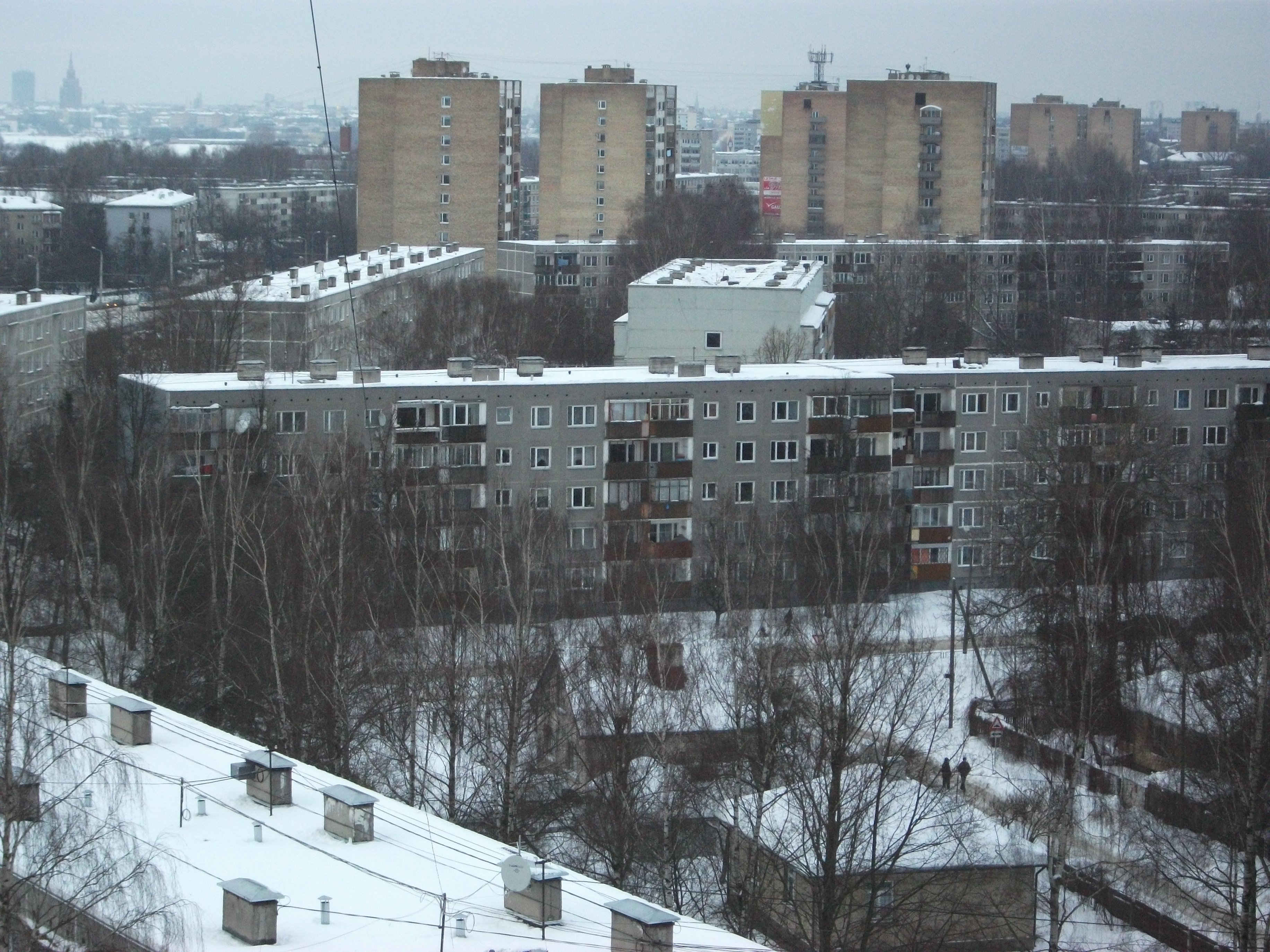
На первом плане — перекрёсток ул. Рушону и Малтас.

Кенгарагс-2 (1965—1970). Микрорайон, построенный на месте частично ликвидированной малоэтажной застройки. Начинается возле бывшего кинотеатра «Маскава» («Москва»; ныне снесён) и заканчивается магазином «Доле». Граница микрорайона идет по улице Аглонас. Преимущественная застройка — 5-этажные здания, а также башенные 12-этажные дома. Внутри кварталов частично сохранилась старая малоэтажная застройка — например, на улицах Рушону, Малтас и др. О прежней частной застройке Кенгарагса напоминают сохранившиеся вдоль ул. Маскавас фруктовые деревья (яблони, груши, вишня).
Кенгарагс-2А (1965—1968). Микрорайон, расположенный между улицами Рушону и Маскавас. Начинается у фарфорового завода «Керамика» и заканчивается у ж/д платформы Яняварты. 5-этажная застройка домами «литовского проекта» (серии 467 и 464А); имеются также 12-этажные дома. Микрорайон построен на двух типах почвы: рекультивированная болотная почва — в районе Яняварты, и луговая — в районе «Фарфорки».
Кенгарагс-2Б (1973—1977). Является экспериментальным жилым массивом с 9-этажными зданиями 467-й серии. Построен во время строительства улицы Краста. Более известен как массив Краста. Расположен по другую сторону улицы Славу, территориально относится не к Кенгарагсу, а к Московскому форштадту.
Кенгарагс-3А (1945—1962). Бывший микрорайон «Шкиротава», расположенный между улицами Рушону, Аглонас и Булту. Все дома этого микрорайона строились для работников Латвийской железной дороги, в том числе обслуживающих станцию Шкиротава.
Кенгарагс-3Б (1953—1969). Бывший Румбульский военный городок. Находится между улицами Расас, Маскавас, Икшкилес, железной дорогой и ул. Булту. Первые дома построены в начале 1950-х годов для офицеров Советской Армии. Затем, по мере расширения войсковой части, стали строиться 3-5-этажные гражданские дома.
Кенгарагс-3В (1968—1972). Микрорайон между улицами Икшкилес и Вишкю. Дома серии 467, высотой 5-9 этажей.

## Улицы
Главные улицы в Кенгарагсе:
- Латгалес —  От центра города до торгового центра «Доле» по улице проложена трамвайная линия;
- Прушу;
- Рушону;
- Саласпилс / Локомотивес;
- Аглонас.

## Школы
- 25-я средняя школа (25. vidusskola).
- 44-я средняя школа (44. vidusskola) (закрыта, используется как административное здание)
- 51-я средняя школа (51. vidusskola).
- 57-я средняя школа (57. vidusskola) (ныне переехала на Московский форштадт).
- 62-я средняя школа (62. vidusskola) (ныне закрыта)
- 65-я средняя школа (65. vidusskola).
- 72-я средняя школа (72. vidusskola).
- 75-я средняя школа (75. vidusskola).
- Литовская школа.
- Рижская Кенгарагская средняя школа (бывшая 52-я; а также УКШ и УСШ (до 2012)).
- Коммерческая гимназия (бывшая 4-я школа продлённого дня).
- Основная школа и гимназия «Maksima»
- Частная школа «Laisma»
- Рижская специальная школа-интернат (латыш. Rīgas Speciālā internātpamatskola)
- Частная начальная школа «RIMS — Rīga International Meridian School»

## Супермаркеты
4 апреля 2019 года в Кенгарагсе открылся крупный торговый центр «Akropole» (сейчас «Akropole Рига») (ул. Латгалес, 257). Кроме того, в микрорайоне имеются магазины:
Rimi
- Latgales iela 400 (t/c Zoom)
- Latgales iela 357 (t/c Dole)
- Prūšu iela 2b

Rimi Mini
- Salaspils iela 20b
- Latgales iela 427e
- Latgales iela 256b
- Latgales iela 220b

IKI (с февраля 2014 — Mego)
- Prūšu iela 2
- Latgales 273/6

Mego
- Prūšu iela 23a
- Prūšu iela 22a
- Latgales iela 264 (00-24)

Maxima
- Višķu iela 14
- Latgales iela 322a
- Prūšu iela 21
- Latgales iela 256a
- Latgales iela 265

Другое
- T/C Beta — Rušonu iela 17a
- T/C Ruse — Lokomotīves iela 68
- T/C Zoom

## Предприятия
- На территории бывшей фабрики «Сарканайс квадратс» («Красный квадрат») расположены корпуса «Балтийской резиновой фабрики» («Baltijas Gumijas Fabrika»), производящей резино-технические изделия, и «Балтийской обувной фабрики» («Baltijas Apavu Fabrika»), выпускающей резиновую обувь.
- На базе Рижского фарфорового завода (бывш. фабрика Кузнецова — ул. Маскавас, 257) работало предприятие «Латэлектрокерамика». В 2013 году фабрика снесена, территория была расчищена под строительство торгово-развлекательного центра «Akropole». Сохранился доходный дом Кузнецовых[где?], на карнизе которого можно видеть виньетку товарищества «М. С. Кузнецовъ».

## Зелёные зоны
Пешеходно-велосипедная дорожка («променад») вдоль набережной Даугавы, небольшой парк за корпусами «Квадрата», пруд и два сквера на перекрёстке улиц Латгалес и Прушу.

## Другие объекты
В Кенгарагсе расположен Институт физики твёрдых веществ Латвийского университета (ул. Кенгарага, 8). В его окрестностях расположен колледж пожарной безопасности и гражданской обороны.
Из старинных зданий следует выделить здание бывшей 57-й школы (ныне RIMS) по ул. Славу, 2 (одно из типовых школьных зданий, построенных по всей Риге в начале XX столетия по проекту Р. Г. Шмелинга, а также здание бывшего полицейского участка на ул. Латгалес, 261 (на балюстраде справа можно заметить надпись старой русской орфографией с инициалами товарищества знаменитого фабриканта М. С. Кузнецова).
Торговый центр «Доле» был построен в 1980-е годы, одновременно с другими крупными магазинами в рижских жилых районах, и был на тот момент одним из самых больших и современных универмагов Риги.
Возле станции Шкиротава устроен небольшой мемориал жертвам сталинских репрессий, депортированным в Сибирь.

## Транспорт
Автобусные маршруты:
- № 15 — Югла — Дарзини

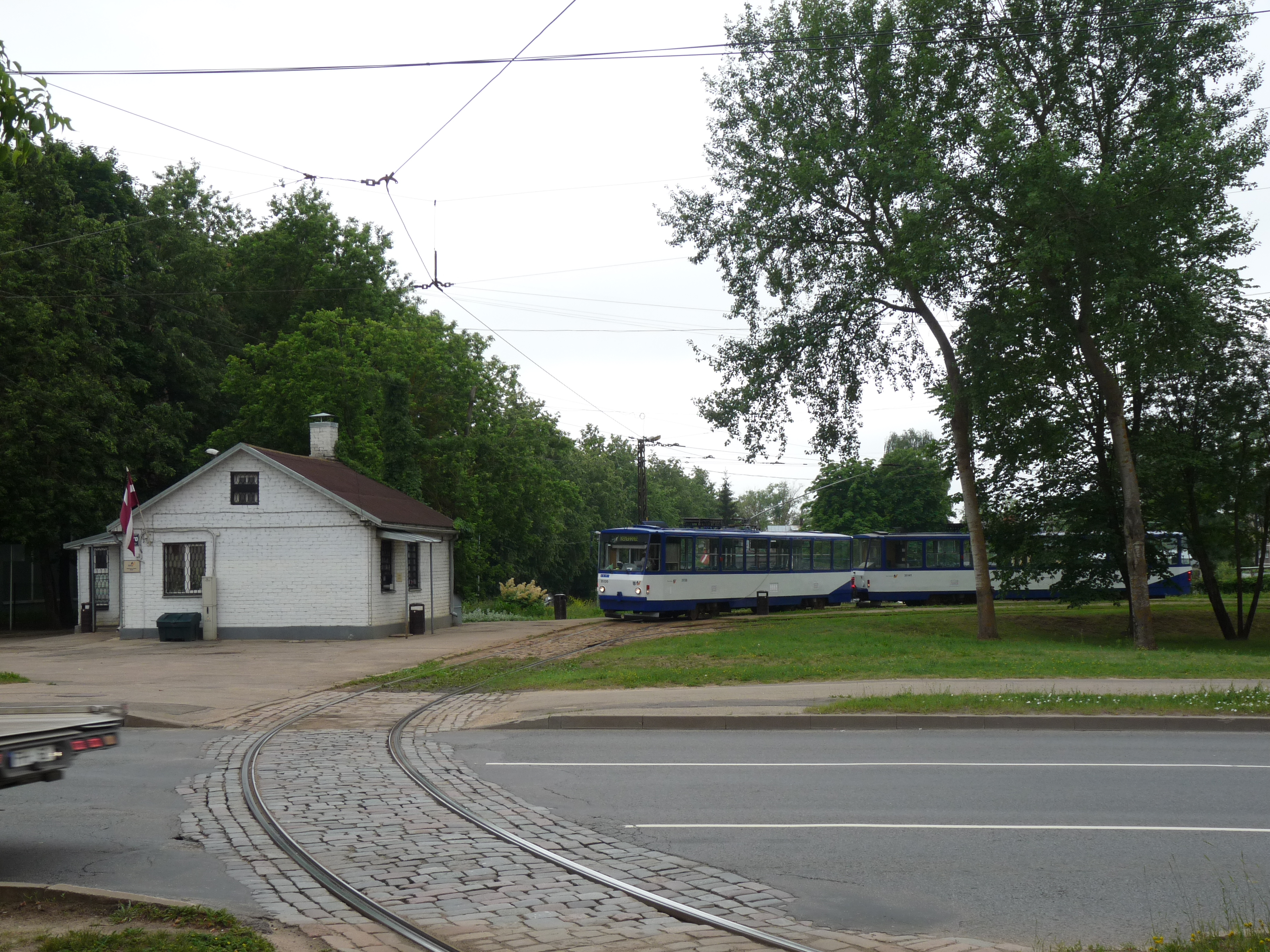
Трамвай в Кенгарагсе

- № 18 — ул. Абренес — ул. Локомотивес — Дарзини
- № 31 — Югла — ул. Улброкас — Дарзини
- № 49 — Кенгарагс — Даудерсала
- № 60 — Кенгарагс — Зиепниеккалнс

Троллейбусные маршруты:
- № 15 — Кенгарагс — Латвийский университет

Трамвайные маршруты:
- № 7 — ул. Аусекля — Кенгарагс (ранее Торговый центр «Доле»)
- № 14 — Ильгюциемс — Кенгарагс

Железнодорожное сообщение — от станции «Рига-Пассажирская» до остановочных пунктов (линия Рига — Крустпилс):
- платформа Яняварты
- платформа Даугмале
- станция (пункт мобильности) Шкиротава